# Gare de La Rocade
La gare de La Rocade est une gare ferroviaire française de la ligne de Bastia à Ajaccio (voie unique à écartement métrique), située sur le territoire de la commune de Furiani, dans le département de la Haute-Corse et la Collectivité territoriale de Corse (CTC).
C'est une halte des Chemins de fer de la Corse (CFC), du « secteur périurbain de Bastia », desservie éventuellement, par des trains « grande ligne ». Arrêt facultatif (AF), il faut signaler sa présence au conducteur pour qu'il y ait un arrêt du train.

## Situation ferroviaire
Établie à sept mètres d'altitude, la halte de La Rocade est située au point kilométrique (PK) ... de la ligne de Bastia à Ajaccio (voie unique à écartement métrique), entre les gares de la Polyclinique (AF) et de Furiani.
Elle dispose d'un quai court.

## Service des voyageurs

### Accueil
Halte CFC, c'est un point d'arrêt non géré (PANG) à accès libre. Elle dispose d'un petit quai latéral avec abri. C'est un arrêt facultatif (AF) : le train ne s'arrête que si la demande a été faite au conducteur.

### Dessertes
La Rocade est desservie (éventuellement : arrêt facultatif (AF)) par des trains CFC « grande ligne » de la relation Bastia - Corte. C'est également une halte du « Secteur périurbain de Bastia » desservie par des trains CFC de la relation Bastia - Casamozza.

### Intermodalité
Le stationnement des véhicules est difficile à proximité. Elle est située à moins de 200 mètres de l'entrée du Stade Armand-Cesari (dit aussi stade de Furiani).

## Projet
Dans le cadre de l'aménagement de la section périurbaine de Bastia à Casamozza, la collectivité territoriale de Corse a approuvé en juillet 2013 le principe de la suppression et de la destruction de la halte de La Rocade du fait de la faible distance qui la sépare de la gare de Furiani qui doit être réaménagée.